# Bionic (軟體)
Bionic libc，是一種 C 標準函式庫（包含libc、libdl、libm與libpthread），由 Google 所開發的自由軟體，用於 Android 嵌入式系統上，採用 BSD 授權條款運行於Linux kernel上。Google 希望用它來取代 glibc，它的發展目標是達到輕量化以及高運行速度。
與典型的BSD C函式庫不同的地方在於，Bionic不倚賴BSD kernel，也無須使用GNU C函式庫(glibc)的『GNU較寬鬆公共授權條款』。

## 外部連結
- YouTube上的Google I/O 2008 - Anatomy and Physiology of an Android
- Developer home page for Android（页面存档备份，存于）
- Android Native Development Kit (NDK) home page（页面存档备份，存于）
- Bionic sources (Github mirror of the official repository)（页面存档备份，存于）
- Bionic notes on eLinux.org（页面存档备份，存于）